# Olympische Sommerspiele 2008/Teilnehmer (Malaysia)
| Gelbes Symbol für Goldmedaillen mit stilisierten Olympischen Ringen | Graues Symbol für Silbermedaillen mit stilisierten Olympischen Ringen | Braundes Symbol für Bronzemedaillen mit stilisierten Olympischen Ringen |
| ------------------------------------------------------------------- | --------------------------------------------------------------------- | ----------------------------------------------------------------------- |
| —                                                                   | 1                                                                     | —                                                                       |

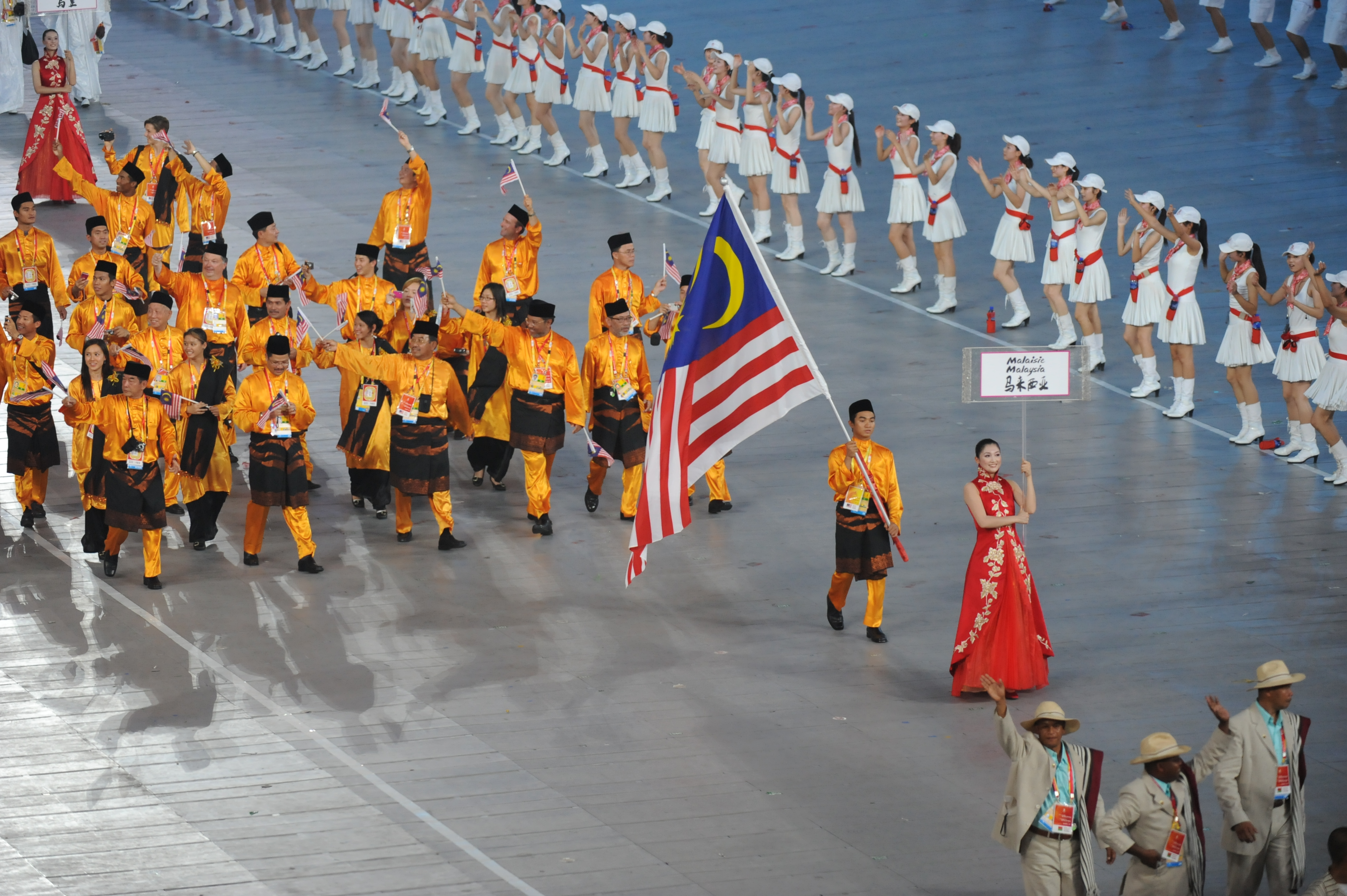
Malaysische Olympiamannschaft bei der Eröffnungsfeier der Spiele

Malaysia nahm bei den Olympischen Spielen 2008 in der chinesischen Hauptstadt Peking mit 33 Athleten in zehn Sportarten teil.

## Medaillengewinner

### Silber
| Name          | Sportart  | Kategorie |
| ------------- | --------- | --------- |
| Lee Chong Wei | Badminton | Badminton |

## Teilnehmer nach Sportarten

### Badminton
- Männer
  - Choong Tan Fook/Lee Wan Wah (Doppel)
  - Tan Boon Heong/Koo Kien Keat (Doppel)
  - Lee Chong Wei 
  - Wong Choong Hann

- Frauen
  - Chin Eei Hui/Wong Pei Tty (Doppel)
  - Wong Mew Choo

### Bogenschießen
- Männer
  - Chu Sian Cheng
  - Muhammad Marbawi Sulaiman
  - Wan Khalmizam
  - Chu Sian Cheng/Muhammad Marbawi Sulaiman/W Mohd Khalmizam Wan Ab Aziz (Mannschaft)

### Gewichtheben
- Männer
  - Amirul Hamizan Ibrahim (Klasse bis 56 kg)

### Leichtathletik
- Männer
  - Lee Hup Wei (Hochsprung)

- Frauen
  - Roslinda Samsu (Stabhochsprung)
  - Yuan Yu Fang (20 km Gehen)

### Radsport

#### Bahn
- Männer
  - Josiah Ng (Keirin)
  - Azizulhasni Awang (Keirin, Sprint)
  - Josiah Ng / Azizulhasni Awang / Mohd Rizal Tisin / Muhammad Edrus Md Yunos (Teamsprint)

### Segeln
- Männer
  - Kevin Lim Leong (Laser)

### Schießen
- Männer
  - Hasli Izwan Amir Hasan (Schnellfeuerpistole 25 m)

### Schwimmen
- Männer
  - Daniel Bego (100 m Schmetterling, 200 m Freistil, 200 m Schmetterling)

- Frauen
  - Siow Yi Ting (200 m Brust, 200 m Lagen)
  - Cai Lin Khoo (400 m Freistil, 800 m Freistil)
  - Yih Wey Lew (400 m Lagen)
  - Leung Chii Lin (50 m Freistil)

### Taekwondo
- Frauen
  - Teo Elaine (Klasse bis 57 kg)
  - Chew Chan Che (Klasse über 67 kg)

### Wasserspringen
- Männer
  - Bryan Nickson Lomas (Einzel 10 m)

- Frauen
  - Pandelela Rinong Pamg (Einzel 10 m)
  - Elizabeth Jimie (Einzel 3 m)
  - Mun Yee Leong (Einzel 3 m)
  - Elizabeth Jimie / Mun Yee Leong (Synchron 3 m)